# Kleine Eheverbrechen (Film)
Kleine Eheverbrechen ist ein deutscher Fernsehfilm von Christian Werner aus dem Jahr 2023. Der Film wurde am 21. Mai 2023 erstmals im Fernsehprogramm des ZDF in der Herzkino-Reihe ausgestrahlt. Das Drehbuch basiert auf dem gleichnamigen Theaterstück des französisch-belgischen Schriftstellers Éric-Emmanuel Schmitt (Originaltitel: Petits crimes conjugaux, 2003).

## Handlung
Lisa und Gilles Sobiri sind seit 15 Jahren verheiratet. Lisa arbeitet als Klavierlehrerin und Gilles ist ein erfolgreicher Krimi-Autor. Nachdem es zu einem häuslichen Unfall gekommen ist, holt Lisa den seitdem unter Amnesie leidenden Gilles im Krankenhaus ab und sie fahren nach Hause – in ihr schönes Haus mit großem romantischem Garten, das an einem stillen See liegt. Da sich Gilles offenbar nicht an sein bisheriges Leben erinnern kann, nutzt Lisa die Gelegenheit und möchte ihn nach ihren Vorstellungen formen, ihn beispielsweise zum Veganer oder Hundefreund machen. Unterstützt wird sie darin von ihrer befreundeten Nachbarin Pia. Pias Mann Marc will die Situation für sich nutzen und ist darauf aus, sich Gilles’ Motorrad zu leihen, was schon vor dem Gedächtnisverlust kein leichtes Unterfangen war. Durch Gilles’ Verhalten kommen ihm aber immer wieder Zweifel an seiner Amnesie. Gilles hingegen hinterfragt alles: sich und seine Identität, Lisa und ihre Rolle als Ehefrau, das gemeinsame Leben und seine berufliche Karriere, weil er sich offenbar an nichts erinnern kann.
Es gibt Momente der Nähe und des Glücks zwischen Lisa und Gilles, wenn sie sich in Rückblicken an ihre frühere große Liebe erinnern. Diese Momentaufnahmen werden aber immer wieder durch die aktuellen Ereignisse in ihrer Ehe zerstört, wodurch ein Bild gezeichnet wird, in dem sich beide sehr voneinander entfernt haben, was auch an der Eitelkeit und dem Erfolg Gilles’ liegt. Zu allem Überfluss erscheint dann seine Literaturagentin Rose, mit der er vor dem Unfall eine Affäre unterhielt. Im weiteren Verlauf der Handlung kommen Details aus dem gemeinsamen Leben des Ehepaares ans Licht, wodurch aus der großen Liebesgeschichte ein großes Drama wird. Gilles versucht an die alte Liebe anzuknüpfen und diese zu retten, indem er herausfinden will, worin Lisas Bedürfnisse bestehen. Lisa versucht die erlittenen Verletzungen zu überwinden und wird darin von ihrer Mutter Helen unterstützt.

## Hintergrund
Die Dreharbeiten erfolgten im September und Oktober 2022 in Potsdam und Umgebung.

## Rezeption

### Kritiken
Tilmann P. Gangloff schreibt auf tittelbach.tv, es sei ein ungewöhnlicher Herzkino-Film. Was wie ein Komödienstoff klingt und wie eine Liebesgeschichte aussieht, ist in Wirklichkeit ein Ehedrama, denn der Schriftsteller hat seiner Frau eine im Grunde unverzeihliche Verletzung zugefügt. Der ständige Wechsel des Paars zwischen Nähe und Distanz ist allerdings ansprechend umgesetzt und von Philipp Hochmair und Emily Cox sehr schön gespielt.
Die TV Spielfilm vergibt dem Film einen Flopdaumen. Das Magazin beschreibt den Film "albern bis gallig."
Marina Birner äußert sich in der Prisma dahingehend, dass Regisseur Christian Werner eine ebenso leidenschaftliche wie zerbrechliche Liebe nachzeichnet.

### Einschaltquoten
Bei seiner Erstausstrahlung im ZDF am 21. Mai 2023 sahen 3,85 Millionen Zuschauer den Film. Dies entsprach einem Marktanteil von 14,3 Prozent.